# Хамстер на Роборовски
Хамстерът на Роборовски (Phodopus roborovskii) е вид хамстер, обитаващ Централна Азия. Той достига полова зрялост на 3 – 4-месечна възраст. Живее между 2 и 3 години в плен. Женските хамстери раждат от 3 до 7 малки. Бременността продължава от 23 до 30 дни.